# 劉晨芝
劉晨芝（Adrienne Lau，1983年9月7日—），原名劉雅泳，在香港出生，後隨家人移民美國。劉晨芝擅長唱快歌，在美國樂壇有「亞洲版Beyonce」之稱，是歷來首位打入美國Billboard流行榜頭20位的華人女歌手，亦是美國「格林美音樂獎」常客。

## 演藝事業
劉晨芝在2005年1月，推出首張個人專輯《Hypnotic Love》，MTV邀請美籍華裔饒舌歌手歐陽靖及前世界拳王邁克·泰森參與演出。
2007年，劉晨芝的專輯《Magic Tricks》，甫推出便登上美國Billboard流行榜第8位，是首位華人女歌手打入此榜頭20位，更打低同期出碟的Madonna。
在2008年，劉晨芝有份為北京奧運主唱歌曲《奧運北京》。
劉晨芝在2009年回流香港發展，簽約為王友良旗下藝人，並且推出其在香港首張英文專輯。由於銷量甚佳，在香港舉行祝捷會。
劉晨芝是近年美國「格林美音樂獎」常客，在2010年1月31日第五度參加這項美國樂壇一年一度的盛事。
劉晨芝應香港無綫電視邀請，在2010年9月5日播出的一集《超級巨聲2》踢館賽，作為踢館者主唱Madonna經典名曲《Material Girl》，與參賽者羅孝勇比併。
劉晨芝在香港開設時裝店，餐廳及酒吧。劉晨芝找來她的韓星好友為無綫電視拍攝及主持旅遊節目《首爾星星團》，在疫情時間飛到美國拍攝《你還好嗎1 》《你還好嗎2 》，也主持飲食節目十二道芝味。
在2021年，劉晨芝與馬田史高西斯聯合監製及參演荷里活電影The Card Counter，由《星球大戰》男星Oscar Issac與影帝級威廉狄福（Willem Dafoe）主演，電影入圍威尼斯影展主競賽單元，角逐最高榮譽金獅獎。 （页面存档备份，存于）劉晨芝也演出Nicole Kidman電視劇 The Expats。

## 個人生活
劉晨芝與香港模特兒樂基兒是好朋友，並曾與美國著名樂隊Good Charlotte成員本吉·麦登傳出緋聞。

## 個人榮譽
- 首位登上美國Billboard流行榜的華人女歌手

## 外部連結
- 劉晨芝的Facebook專頁
- 劉晨芝的Instagram帳戶